# Xã Bethel, Quận Fulton, Pennsylvania
Xã Bethel (tiếng Anh: Bethel Township) là một xã thuộc quận Fulton, tiểu bang Pennsylvania, Hoa Kỳ. Năm 2010, dân số của xã này là 1.508 người.